# Synolcus malawi
Synolcus malawi là một loài ruồi trong họ Asilidae. Synolcus malawi được Londt miêu tả năm 1990. Loài này phân bố ở vùng nhiệt đới châu Phi.